# Wilde-Donald Guerrier
Wilde-Donald Guerrier (Port-à-Piment, 31 de março de 1989) é um futebolista haitiano que atua como zagueiro. Atualmente, joga pelo Qarabağ.